# Hirson
Hirson es una comuna francesa situada en el departamento de Aisne, de la región de Alta Francia. Es la cabecera (bureau centralisateur en francés) y mayor población del cantón de su nombre.
Los habitantes se llaman Hirsonnais.

## Historia
Feudo de la Liga Católica durante las guerras de religión de Francia, fue tomada por las tropas reales de Enrique IV en 1593. Ocupada durante la guerra franco-española entre 1636-1637 y en 1650, año en el que el ejército español destruye el castillo.

## Geografía
Está ubicada al noreste del departamento, a 15 km de Vervins, a orillas del río Oise. Está fronteriza con Bélgica.

## Demografía
| 11 715 | 11 858 | 11 986 | 11 348 | 10 173 | 10 337 | 9 473 | 9 158 |
| Para los censos de 1962 a 1999 la población legal corresponde a la población sin duplicidades (Fuente: INSEE [Consultar]) |        |        |        |        |        |       |       |